# Vibrações induzidas pela vorticidade
Vibrações Induzidas Pela Vorticidade (VIV) são movimentos causados em corpos rombudos submetidos a um escoamento externo, oriundos da formação alternada de vórtices em torno do corpo de modo a produzir força de sustentação periódica. Para visualizar o fenômeno pode-se colocar um pequeno cano ou mesmo um canudinho plástico na água e movimentá-lo na direção perpendicular ao seu eixo longitudinal. A uma determinada velocidade, oscilações transversais ao escoamento serão observadas. Em condições propícias, será também possível observar a esteira de vórtices formando-se atrás do cilindro.
O estudo das VIV são importantes em diversas áreas da engenharia. Em geral, por se tratar de uma força periódica e perene, causa fadiga estrutural precoce. Afeta, por exemplo, tubos em trocadores de calor submetidos a escoamento externo, cilindros internos em vasos de pressão de produção de energia nuclear. Destaca-se, em particular, o impacto das Vibrações Induzidas pela Vorticidade na Indústria Offshore. Estruturas de exploração e produção de petróleo, conhecidas como risers, estão constantemente sujeitas aos efeitos da correnteza externa, e para determinadas velocidades apresentam comportamento vibratório perene e de amplitude significativa (da ordem do diâmetro estrutural).